# King for a Day... Fool for a Lifetime
King for a Day… Fool for a Lifetime é o quinto álbum de estúdio da banda americana Faith No More, lançado a 13 de Março de 1995.
É o primeiro álbum da banda sem o seu antigo guitarrista Jim martin. O álbum contém diversos estilos musicais, como o Punk nas faixas Get Out e Digging The Grave, Grunge em Ricochet, Soul em Evidence, Metal Alternativo em The Gentle Art Of Making Enemies, Country em Take This Bottle, Grindcore e Nu Metal em Cuckoo For Caca, dentre vários outros.
O primeiro single a ser lançado foi a faixa "Digging the Grave".

## Faixas
1. "Get Out" (Patton) – 2:17
2. "Ricochet" (Patton) – 4:28
3. "Evidence" (Patton) – 4:53
4. "The Gentle Art of Making Enemies" (Patton) – 3:28
5. "Star A.D." (Patton/Gould) – 3:22
6. "Cuckoo for Caca" (Patton) – 3:41
7. "Caralho Voador" (Gould/Patton/Bordin) – 4:01
8. "Ugly in the Morning" (Patton) – 3:06
9. "Digging the Grave" (Patton) – 3:04
10. "Take This Bottle" (Patton/Gould) – 4:59
11. "King for a Day" (Patton) – 6:35
12. "What a Day" (Patton) – 2:37
13. "The Last to Know" (Patton) – 4:27
14. "Just a Man" (Gould/Spruance/Patton) – 5:35
15. "Absolute Zero" (Patton) – 4:09

- - Faixa bónus na versão Japonesa

1. "I Started a Joke" – 3:00

- - Faixa bónus na versão Brasileira

1. "Evidence" – 4:53

- - Faixa bónus na versão Argentina (Versão espanhola)

## Collectors Box
1. "Digging The Grave" – 3:03
2. "I Started a Joke" – 3:00
3. Entrevista com Billy Gould
4. "Ricochet" – 4:28
5. "I Wanna Fuck Myself" – 2:52
6. Entrevista com Mike Bordin
7. "Evidence" – 3:54
8. "The Gentle Art of Making Enemies" – 3:28
9. Entrevista com Roddy Bottum
10. "Take This Bottle" – 4:58
11. "Cuckoo for Caca" – 3:41
12. Entrevista com Dean Menta
13. "What a Day" – 2:37
14. "The Last to Know" – 4:27
15. Entrevista com Mike Patton
16. "Ugly in the Morning" – 3:05
17. "Greenfields" – 3:42
18. "Get Out – 2:17
19. "Just a Man" – 5:36
20. "King for a Day – 6:34
21. "Star A.D." – 3:42
22. "Caralho Voador" – 4:00
23. "Spanish Eyes" – 4:05